# Эшмикеево
Эшмике́ево (чув. Энтепе) — село в Яльчикском районе Чувашской Республики (Россия). Входит в состав Янтиковского сельского поселения.

## География
Расположено в 162 км от столицы республики — города Чебоксары, в 81 км от железнодорожной станции, в 22 км от районного центра — села Яльчики и в 9 км от административного центра сельского поселения Янтиково.
Часовой пояс
Село Эшмикеево, как и вся Чувашская Республика, находится в часовой зоне МСК (московское время). Смещение применяемого времени относительно UTC составляет +3:00.

## История
Жители  — до 1724 года ясачные, до 1835 года государственные, до 1863 года удельные крестьяне; занимались земледелием, животноводством, пчеловодством, мельничным и крупообдирочным производством, нанимались чернорабочими. Действующий храм Святого Михаила Архангела (1913—1940, с 1990 года). В 1896 году открыта церковно-приходская школа. В начале XX века в Эшмикеево функционировало 5 торгово-промышленных заведений. В 1931 году образован колхоз «Энтебей».
Исторические названия
Ишмекеева; Ишмикеева; Ешмекеева, Кошка тож. 

## Население
| 2007 | 2010 | 2012 |
| ---- | ---- | ---- |
| 302  | ↘202 | ↗225 |

По данным Всероссийской переписи населения 2002 года в селе проживали 268 человек, преобладающая национальность — чуваши (100%).

## Инфраструктура
Функционирует ООО «Арланово» (по состоянию на 2010 год). Имеются детский сад, ФАП, клуб, библиотека, спортплощадка, магазин, торговый павильон.
Экономика
Основная деятельность населения: сельское хозяйство, натуральное хозяйство. Среди жителей сохраняются многие промысловые традиции: пивоварение, валяние валенков, пчеловодство, маслоделие и другие.
Памятники и памятные места
- Памятник в честь воинов-земляков, павших в боях за Родину в 1941—1945 гг (ул. Школьная).
- Мемориальная плита в память Героя Советского Союза Андреева Семёна Алексеевича (ул. Дальняя, д. 35)[8].

## Уроженцы
- Андреев, Семён Алексеевич (1924, Эшмикеево, Чувашская автономная область — 1943, Днепропетровская область) — гвардии сержант, участник Великой Отечественной войны. Герой Советского Союза (1944, посмертно).
- Семёнов Валерий Дмитриевич (р. 1939, Эшмикеево, Яльчикского района) — эндокринолог, доктор медицинских наук, профессор. Заслуженный деятель науки Чувашской Республики (2000)[9].
- Фёдорова Любовь Михайловна (р. 1952, Эшмикеево, Яльчикский район) — учительница, поэтесса, член Союза писателей России (1994)[10].

## Прочее
Рядом с Эшмикеево расположен Яльчикский участок (97,8 га) заповедника «Присурский»: овражно-балочная система ручья Суринский с остепнёнными склонами (бывший районный заказник «Сорка Тау»). На участке произрастают редкие степные растения, отмечено произрастание астрагала Цингера и ковыля перистого, а также большого количества растений, внесённых в Красную книгу Чувашской Республики.